# Formation d'Elliot
La formation d'Elliot est une formation géologique appartenant au groupe de Stormberg, le groupe le plus récent  du supergroupe du Karoo. Ses affleurements se trouvent dans le nord de la province du Cap-Oriental, le sud de l'État libre et l'est du KwaZulu-Natal en Afrique du Sud ainsi qu'en plusieurs endroits du Lesotho, Qacha's Nek, Hill Top, Quthing et près de la capitale, Maseru. La formation est elle-même divisée entre lower Elliot formation (partie inférieure), LEF, et upper Elliot formation (supérieure), UEF, afin de marquer les différences sédimentologiques significatives entre les deux. La LEF date majoritairement du Trias supérieur (Norien-Rhétien), tandis que l'UEF date du Jurassique inférieur (Hettangien) et est considérée comme étant un témoin continental de l'extinction Trias-Jurassique pour l'Afrique du Sud. 
Son nom provient de la ville d'Elliot, désormais nommée Khowa, au Cap-Oriental, et le stratotype se situe au col de Barkly, à neuf kilomètres au nord de la ville,,.

## Géologie
| Période                                          | Groupe            | Formation à l'ouest du 24°E | Formation à l'est du 24°E | Strate (cénozone) |
| ------------------------------------------------ | ----------------- | --------------------------- | ------------------------- | ----------------- |
| Jurassique                                       | Drakensberg       | Hiatus                      | Drakensberg               |                   |
| Jurassique                                       | Stormberg         | Hiatus                      | Clarens                   |                   |
| Trias                                            | Stormberg         | Hiatus                      | Elliot                    |                   |
| Trias                                            | Stormberg         | Hiatus                      | Molteno                   |                   |
| Trias                                            | Beaufort          | Hiatus                      |                           |                   |
| Trias                                            | Burgersdorp       | Hiatus                      | Cynognathus (en)          |                   |
| Trias                                            | Katberg           | Hiatus                      | Lystrosaurus (en)         |                   |
| Trias                                            | Balfour           | Hiatus                      |                           |                   |
| Permien                                          | Dicynodon (en)    | Hiatus                      |                           |                   |
| Permien                                          | Teekloof          |                             |                           |                   |
| Permien                                          | Cistecephalus     |                             |                           |                   |
| Permien                                          | Middleton         |                             |                           |                   |
| Permien                                          | Tropidostoma (en) |                             |                           |                   |
| Permien                                          | Pristerognathus   |                             |                           |                   |
| Permien                                          | Abrahams-Kraal    | Koonap                      |                           |                   |
| Permien                                          | Abrahams-Kraal    | Koonap                      | Tapinocephalus (en)       |                   |
| Permien                                          | Abrahams-Kraal    | Koonap                      | Eodicynodon (en)          |                   |
| Permien                                          | Ecca              | Waterford                   | Waterford                 |                   |
| Permien                                          | Ecca              | Tierberg / Fort Brown       | Fort Brown                |                   |
| Permien                                          | Ecca              | Laingsburg / Ripon          | Ripon                     |                   |
| Permien                                          | Ecca              | Collingham                  | Collingham                |                   |
| Permien                                          | Ecca              | White Hill                  | White Hill                |                   |
| Permien                                          | Ecca              | Prince Albert               | Prince Albert             |                   |
| Carbonifère                                      | Dwyka             | Elandsvlei                  | Elandsvlei                |                   |
| Références : Rubidge 2005, Selden et Nudds 2011. |                   |                             |                           |                   |

La formation d'Elliot forme une discordance au-dessus de la formation de Molteno ; elle sous-tend la formation de Clarens. Du fait de la couleur rougeâtre de ses roches, elle est familièrement appelée Red Beds dans les écrits anciens.
Elle est principalement constituée de mudstones et de siltites qui peuvent être organisées en fines couche (laminées). La structure interne des mudstones n'est souvent pas visible. On trouve des nodules calcaires dans les couches de mudstone, qui sont plus nombreux dans la zone supérieure (UEF). La couleur des mudstones va du gris pourpré dans la zone inférieure (LEF) au rouge brique des paléosols plus matures de la zone supérieure (UEF). On y trouve, de manière localisée, des conglomérats de galets, dont des roches détritiques de bassin intérieur, des galets en quartzite, des nodules pédogéniques ; on trouve aussi des os fossiles, mais uniquement dans l'UEF. Les parties inférieure et supérieure contiennent toutes les deux des grès mais ces derniers diffèrent quant à leur géométrie interne. Ceux de la LEF contiennent principalement des dépôts dans des canaux d'accrétion latéraux, qui contiennent des couches transversales creuses, peu inclinées voire planes, formant des stratifications entrecroisées. Des couches horizontales de laminage croisé sont aussi présentes. Dans la partie supérieure, les couches de grès sont issues d'une origine unique et reflète principalement la géométrie des canaux d'accrétion et présente une apparence plus tabulaire. La structure sédimentaire des grès de l'UEF est plane, avec une stratification entrecroisée à angle faible, et une lamination horizontale et ondulée.
La partie inférieure s'est déposée dans un environnement fluvio-lacustre, où les rivières étaient des cours d'eau permanent et formaient des méandres, comme le montre la présence d'accrétions latérales. Cet environnement change ensuite, les dépôts de la partie supérieure montrant l'existence de lits de rivières, de plaines durablement  inondées (ce qui correspond aux paléosols matures) et d'épisode plus violents d'inondations plus ponctuelles conduisant aux conglomérats et aux nodules, dans un environnement globalement plus sec,,,.

### Corrélations
Elle correspond, chronostratigraphiquement parlant, aux formations géologiques des grès de Bodibeng, dans le bassin de Tuli au Botswana, à la formation d'Omingonde dans le bassin d'Etjo en Namibie et à la formation de Chinle, sur le plateau du Colorado, dans l'Utah, aux États-Unis,,,,,.

## Paléontologie
La formation d'Elliot est connue pour sa diversité de fossiles de dinosaures. L'espèce la plus commune est un sauropodomorphe, Massospondylus carinatus, dont l'espèce type provient de la formation,. On trouve aussi Blikanasaurus cromptoni, Aardonyx celestae, Euskelosaurus brownii, Antetonitrus ingenipes, Pulanesaurus eocollum et l'un des plus grands, si ce n'est le plus grand, des sauropodomorphes connus, Ledumahadi mafube,,,,,,,. Des œufs fossilisés de Massospondylus, dont certains avec des embryons intacts ont été retrouvés dans la partie supérieure (UEF) des dépôts sédimentaires, dans le parc national des Golden Gate Highlands,. Les fossiles d'Euskelosaurus sont communs dans la LEF, tandis que les restes de Massospondylus se trouvent seulement dans l'UEF. Les dinosaures basaux ornithischiens Heterodontosaurus tucki, Lesothosaurus diagnosticus, Abrictosaurus consors et Lycorhinus angustidens ont aussi été retrouvés dans l'UEF,. 
Elle abrite en outre différentes espèces de crocodylomorphes, tels Litargosuchus leptorhynchus (en), Sphenosuchus acutus (en), Orthosuchus stormbergi (en),,, ainsi que le mammaliaforme Megazostrodon rudnerae. Un grand dinosaure théropode, Dracovenator regenti, a été trouvé dans l'UEF. Une espèce de dicynodontes, Pentasaurus goggai (en) et le cynodonte trithéledontidé Elliotherium kersteni (en), ont aussi été retrouvés.
Des découvertes plus récentes de fossiles de vertébrés, près de la ville de Qhemegha, dans la province sud-africaine du Cap-Oriental, ont fourni du matériel fossile d'un pseudosuchien popsauroïde. Les mudstones de la LEF contiennent parfois du bois pétrifié, des fossiles de plantes, de crustacés, de tortues et de poissons, tandis que les grès de l'UEF présentent diverses traces fossiles. Ainsi trouve-t-on des pistes fossiles d'empreintes de pas  de dinosaures ornithischiens dans le district de Leribe, près de Mafeteng, et dans le district de Mohale's Hoek, au Lesotho. Une telle piste, sans doute due à un Pentasaurus, se trouve dans les collines de Morobong Hill dans le district de Mohale's Hoek,,,.

### Dinosaures de la formation d'Elliot
| Sauropodomorphes de la formation d'Elliot | Sauropodomorphes de la formation d'Elliot | Sauropodomorphes de la formation d'Elliot | Sauropodomorphes de la formation d'Elliot | Sauropodomorphes de la formation d'Elliot                                                      | Sauropodomorphes de la formation d'Elliot | Sauropodomorphes de la formation d'Elliot |
| Genre                                     | Espèce                                    | Emplacement                               | Stratigraphie                             | Notes                                                                                          | Images                                    |                                           |
| ----------------------------------------- | ----------------------------------------- | ----------------------------------------- | ----------------------------------------- | ---------------------------------------------------------------------------------------------- | ----------------------------------------- | ----------------------------------------- |
| Melanorosaurus                            | M. readi                                  | - Thaba 'Nyama                            | - Lower Elliot                            | Un melanorosauridé                                                                             |                                           |                                           |
| Meroktenos                                | M. thabanensis                            | - Thabana Morena                          | - Lower Elliot                            | Un melanorosauridé, ancienne espèce de Melanorosaurus                                          |                                           |                                           |
| Blikanasaurus                             | B. cromptoni                              | - Blikana Mountain                        | - Lower Elliot                            | Un sauropodomorphe ou un sauropode basal                                                       |                                           |                                           |
| Euskelosaurus                             | E. browni                                 |                                           | - Lower Elliot                            | Un platéosauridé, potentiellement dubium                                                       |                                           |                                           |
| Plateosauravus                            | P. cullingworthi                          |                                           | - Lower Elliot                            | Un sauropodomorphe basal, auparavant considéré comme specimen d'Euskelosaurus                  |                                           |                                           |
| Eucnemesaurus                             | E. fortis                                 |                                           | - Lower Elliot                            | Peut-être un riojasauridé                                                                      |                                           |                                           |
| Eucnemesaurus                             | E. entaxonis                              |                                           |                                           | Peut-être un riojasauridé                                                                      |                                           |                                           |
| Aardonyx                                  | A. celestae                               |                                           |                                           | Sauropodomorphe                                                                                |                                           |                                           |
| Pulanesaura                               | P. eocollum                               |                                           |                                           | Un sauropode basal                                                                             |                                           |                                           |
| Sefapanosaurus                            | S. zastronensis                           |                                           |                                           | Sauropodomorphe                                                                                |                                           |                                           |
| Ledumahadi                                | L. mafube                                 |                                           |                                           | Un sauropodomorphe ou un sauropode basal, le plus grand de la formation                        |                                           |                                           |
| Massospondylus                            | M. carinatus                              |                                           | - Upper Elliot                            | Massospondylus est le plus représenté des fossiles                                             |                                           |                                           |
| Massospondylus                            | M. kaalae                                 |                                           | - Upper Elliot                            | Diffère de M. carinatus par ses caractéristiques crâniennes                                    |                                           |                                           |
| Ignavusaurus                              | I. rachelis                               |                                           | - Upper Elliot                            | Un massospondylidé, connu par un juvénile, potentiel Massospondylus                            |                                           |                                           |
| Ngwevu                                    | N. intloko                                |                                           | - Upper Elliot                            | Une massospondylidé, considéré auparavant comme spécimen de Massospondylus                     |                                           |                                           |
| Gryponyx                                  | G. africanus                              |                                           | - Upper Elliot                            | Un massospondylidé, peut-être dubium                                                           |                                           |                                           |
| Arcusaurus                                | A. pereirabdalorum                        | - Spion Kop Heelbo                        | - Upper Elliot                            | Sauropodomorphe basal, connu à partir de juvéniles                                             |                                           |                                           |
| Antetonitrus                              | A. ingenipes                              |                                           | - Upper Elliot                            | Sauropodomorphe ou un sauropode basal                                                          |                                           |                                           |
| Ornithischiens de la formation d'Elliot   |                                           |                                           |                                           |                                                                                                |                                           |                                           |
| Genre                                     | Espèce                                    | Emplacement                               | Stratigraphie                             | Notes                                                                                          | Images                                    |                                           |
| Eocursor                                  | E. parvus                                 |                                           | - Upper Elliot                            | Un ornithischien basal                                                                         |                                           |                                           |
| Heterodontosaurus                         | H. tucki                                  |                                           | - Upper Elliot                            | Un hétérodontosauridé                                                                          |                                           |                                           |
| Fabrosaurus                               | F. australis                              |                                           | - Upper Elliot                            | Un ornithischien basal, nomen dubium                                                           |                                           |                                           |
| Lesothosaurus                             | L. diagnosticus                           |                                           | - Upper Elliot                            | Un néornithischien basal ou un thyréophore, auparavant considéré comme de l'espèce Fabrosaurus |                                           |                                           |
| Lycorhinus                                | L. angustidens                            |                                           | - Upper Elliot                            | Un hétérodontosauridé                                                                          |                                           |                                           |
| Abrictosaurus                             | A. consors                                |                                           | - Upper Elliot                            | Un hétérodontosauridé, anciennement classé sp. Lycorhinus                                      |                                           |                                           |
| Pegomastax                                | P. africana                               |                                           | - Upper Elliot                            | Un hétérodontosauridé                                                                          |                                           |                                           |
| Théropodes de la formation d'Elliot       |                                           |                                           |                                           |                                                                                                |                                           |                                           |
| Genre                                     | Espèce                                    | Emplacement                               | Stratigraphie                             | Notes                                                                                          | Images                                    |                                           |
| Dracovenator                              | D. regenti                                | - Upper Drumbo Farm                       | - Upper Elliot                            | Un dilophosauridé                                                                              |                                           |                                           |
| Coelophysis                               | C. rhodesiensis                           |                                           | - Upper Elliot                            | Un coelophysidé, potentiellement représentant le genre Megapnosaurus                           |                                           |                                           |

### Crocodylomorphes de la formation d'Elliot
| Crocodylomorphes de la formation d'Elliot | Crocodylomorphes de la formation d'Elliot | Crocodylomorphes de la formation d'Elliot | Crocodylomorphes de la formation d'Elliot | Crocodylomorphes de la formation d'Elliot | Crocodylomorphes de la formation d'Elliot | Crocodylomorphes de la formation d'Elliot |
| Genre                                     | Espèce                                    | Emplacement                               | Stratigraphie                             | Notes                                     | Images                                    |                                           |
| ----------------------------------------- | ----------------------------------------- | ----------------------------------------- | ----------------------------------------- | ----------------------------------------- | ----------------------------------------- | ----------------------------------------- |
| Litargosuchus                             | L. leptorhynchus                          | - Eagles Crag Farm                        | - Upper Elliot                            | Un crocodylomorphe                        |                                           |                                           |
| Sphenosuchus                              | S. acutus                                 |                                           | - Upper Elliot                            |                                           |                                           |                                           |
| Orthosuchus                               | O. stormbergi                             |                                           | - Upper Elliot                            | Un protosuchidé potentiel                 |                                           |                                           |

### Synapsides de la formation d'Elliot
| Synapsides de la formation d'Elliot | Synapsides de la formation d'Elliot | Synapsides de la formation d'Elliot | Synapsides de la formation d'Elliot | Synapsides de la formation d'Elliot | Synapsides de la formation d'Elliot | Synapsides de la formation d'Elliot |
| Genre                               | Espèce                              | Emplacement                         | Stratigraphie                       | Notes                               | Images                              |                                     |
| ----------------------------------- | ----------------------------------- | ----------------------------------- | ----------------------------------- | ----------------------------------- | ----------------------------------- | ----------------------------------- |
| Elliotherium                        | E. kersteni                         |                                     | - Lower Elliot                      | Un cynodonte trithéledontidé        |                                     |                                     |
| Megazostrodon                       | M. rudnerae                         |                                     | - Upper Elliot                      | Un cynodonte Morganucodonta         |                                     |                                     |
| Pentasaurus                         | P. goggai                           |                                     | - Lower Elliot                      | Un dicynodonte stahleckeriidé       |                                     |                                     |